# Ronneburg (Thüringen)
Ronneburg (Thüringen) is een stad in de Duitse deelstaat Thüringen, gelegen in de Landkreis Greiz. De stad telt 4.953 inwoners.